# San Isidro Roaguía
San Isidro Roaguía es una comunidad del estado mexicano de Oaxaca, forma parte del municipio de San Lorenzo Albarradas.

## Localización y demografía
Roaguía es la segunda comunidad más poblada del municipio tras la cabecera municipal, se encuentra en las coordenadas geográficas 16°52′21″N 96°16′46″O / 16.87250, -96.27944 y a una altitud de 1,840 metros sobre el nivel del mar, forma parte de la región de los Valles Centrales de Oaxaca y del distrito de Tlacolula. Se localiza a unos cinco kilómetros al sur de la cabecera municipal y a unos 20 kilómetros al suroeste de la zona arqueológica de Mitla y de las ciudades de San Pablo Villa de Mitla y Tlacolula de Matamoros, finalmente se encuentra a 80 kilómetros al suroeste de la capital del estado, Oaxaca de Juárez. Su principal vía de comunicación es un camino secundario que lo une a San Lorenzo Albarradas, y luego de aquí a carretera estatal que desde San Pablo Villa de Mitla conduce hacia San Pedro y San Pablo Ayutla y la Sierra Mixe, en San Pablo Villa de Mitla esta carretera se una a la Carretera Federal 190.
De acuerdo a los resultados del Censo de Población y Vivienda de 2010 realizado por el Instituto Nacional de Estadística y Geografía, la población de Roaguía es de 358 personas, de las cuales 186 son hombres y 172 son mujeres.

## Atractivos turísticos
Su principal atractivo son las mundialmente conocidas cascadas pétreas de Hierve el Agua, localizadas junto a la población y que son una serie de cascadas petrificadas por estar alimentadas por agua procedente de lagunas termales que son ricas en carbonato de calcio y que se han convertido en un importante atractivo turístico; sin embargo, la administración de las cascadas es un punto de conflicto entre la población de Roaguía, que tiene carácter se agencia de policía del municipio y las autoridades municipales de San Lorenzo Albarradas, hecho que mantiene en suspenso su desarrollo.